# فرودگاه واکاندا بیچ استیت
فرودگاه واکاندا بیچ استیت  (به انگلیسی: Wakonda Beach State Airport)  یک فرودگاه همگانی   است که یک باند فرود چمن دارد و طول باند آن ۶۱۰ متر است. این فرودگاه در  کشور ایالات متحده آمریکا قرار دارد و در ارتفاع ۱۲ متری از سطح دریا واقع شده است.